# Heteroscada amplificata
Heteroscada amplificata är en fjärilsart som beskrevs av Richard Haensch 1905. Heteroscada amplificata ingår i släktet Heteroscada och familjen praktfjärilar. Inga underarter finns listade i Catalogue of Life.